# オール・レベリオン
オール・レベリオン（ALL REBELLION）は日本のプロレス団体であるプロレスリング・ノアで活動するプロレスラーのチーム（ユニット）である。略表記はA.R.。2024年5月7日結成。
キャッチフレーズは「すべては革命のために。すべてはノアのために」。イメージカラーは銀色。

## 略歴

### 2024年
2024年5月4日両国国技館大会で、GHCヘビー級王者のイホ・デ・ドクトル・ワグナー・ジュニアに清宮海斗が挑戦し、勝利して同王座を奪取。直後、リング上のマイクパフォーマンスで「プロレスリング･ノアをプロレス界のトップにする。そのために団体に変化を起こす。リベリオン宣言だ」と発言した。
試合後の控室で、清宮の前に拳王が出現し、清宮の発言に共感を示した。すると清宮は「力を貸してほしい」と、拳王に共闘を呼びかけた。これに拳王が呼応し、チーム結成に動き出す。
過去に清宮と拳王は2度ほど共闘関係にあったが、いずれも瓦解しており、以降は対立が続いていた。とくに2024年4月は拳王が清宮を激しく挑発し、シングルマッチへと発展。清宮が勝利していた。のちに拳王は対立から共闘へ動いた経緯として、これまでの清宮と考え方が変わり子供から大人の考え方になったこと、さらにノアに変化を起こして業界トップを目指すという考えが同じだったことを挙げている。
5月7日に行われた公開記者会見で、清宮と拳王がそろって登場し、正式にチームとして始動していくことと、チーム名を「オール・レベリオン（ALL REBELLION）」としたことを発表した。レベリオン（REBELLION）は「反乱」「反抗」などの意味がある英語由来の外来語で、5月4日のGHCヘビー級王座奪取後に清宮が発した「レベリオン宣言」から取られている。
また会見途中にアレハンドロとクリストバルが登場し、共闘を懇願。清宮が快諾し、拳王もそれを認めたため、4人でのチーム結成となった。なおクリストバルは、5月4日大会でアレハンドロの試合後に突如として現れて、敗北したアレハンドロに手を差し伸べた正体不明の覆面レスラー。この会見で初めてリングネームが明かされている。
5月18日横浜ラジアントホール大会で、清宮とアレハンドロがタッグを結成し、オール・レベリオンとして初戦を迎える。佐々木憂流迦&大和田侑と対戦し勝利、白星発進となった。
5月21日後楽園ホール大会では清宮・拳王・アレハンドロ・クリストバルの4人が初めて揃い踏みとなり、大岩陵平&佐々木憂流迦&近藤修司&Eitaと対戦。オール・レベリオンの4人が新たに銀色を基調にしたコスチュームに身を包んで登場し、会場を沸かせたが、試合は黒星を喫した。
試合後、清宮が大岩に加入を要請する。2023年晩夏から清宮と大岩はタッグを結成しており、2024年のVictory Challenge Tag Leagueでは同タッグで優勝を果たしている。そのため清宮の新チーム発足により、大岩の去就が注目されていた。清宮の要請に対し、大岩は握手をして加入要請に応じ、拳王ら他メンバーも認めたため大岩の加入が決定。しかし直後に拳王らがマイクで演説していたときに、拳王や清宮らメンバーを大岩が攻撃。加入を取り下げて拒否すること、清宮とは絶縁して対立していくことを宣言した。なお絶縁宣言直後にGood Looking Guysが登場し、リーダーのジェイク・リーが大岩を同チームへ勧誘したが、これも大岩は拒否した。
10月14日、海外から帰国した小澤大嗣が加入を発表。その後、練習中のケガで国内復帰戦は未定に。
10月20日、ケガから復帰した藤村加偉がカイ・フジムラとして加入。
10月28日新宿フェイス大会にて宮脇純太・大和田侑戦に敗退したアレハンドロ・クリストバルが、そのまま敗者覆面剥ぎマッチを行い、クリストバルが敗退。正体はブラックめんそーれだった。その後、公式サイトの選手紹介では「Alumni（卒業者）」欄に記載されている。また、ブラックめんそーれはユニットメンバーとして参加はしていない。
11月17日愛知大会にて、試合後のエンディングにて小澤が松葉杖で清宮を襲撃。乱入してきたTEAM 2000 XにOZAWAとして加入。

### 2025年
1月1日日本武道館大会にて、清宮が対OZAWA戦に敗退しGHCヘビーを落とす。
1月11日、ガレノ（旧：ガレノ・デル・マル）が加入。
2月11日後楽園ホール大会では拳王・KENTA対清宮海斗・谷口周平が行われ、試合後に拳王がユニット離脱を発表。清宮にライバルとしてお互いの健闘を称え握手を交わした。

## メンバー
- 清宮海斗 - 2024年5月7日〜（設立メンバー、発起人、リーダー格）
- アレハンドロ - 2024年5月7日〜（設立メンバー）
- カイ・フジムラ - 2024年10月20日〜
- 晴斗希（道頓堀プロレス） - 2024年11月30日〜
- ガレノ - 2025年1月11日〜

## 元メンバー
- クリストバル - 2024年5月7日〜2024年10月28日（設立メンバー）
- 小澤大嗣（現：OZAWA） - 2024年10月14日〜2024年11月17日 （TEAM 2000 Xに加入）
- 拳王 - 2024年5月7日〜2025年2月11日（設立メンバー、発起人、副リーダー格）

## タイトル歴
GHCヘビー級王座
- 清宮海斗：45代（2024年5月4日獲得）

N-1 VICTORY
- 清宮海斗：2024年 優勝

プロレス大賞
- 2024年度プロレス大賞 敢闘賞（清宮海斗）